# 化学ライブラリー
化学ライブラリー（かがくライブラリー、chemical library）または化合物ライブラリー（かごうぶつライブラリー、compound library）は、通常、ハイスループットスクリーニングまたは工業生産で最終的に使用される保存された化学物質のコレクションである。簡単に言えば、化学ライブラリーは、保存された一連の化学物質から構成されている。各化学物質は、その化合物の化学構造、純度、量、生理化学特性などの情報を含んだ、ある種のデータベースに保存された情報と関連付けられている。

## 目的
創薬ハイスループットスクリーニングでは、適切な化学空間を可能な限り利用しようとする化学物質の選択に対して、創薬標的をスクリーニングすることが望ましい。考えられる全ての化学構造の化学空間は非常に大きい。ほとんどの保存された化学ライブラリーでは、主に保存とコストの懸念のため、完全に表現またはサンプリングされた化学空間を持っていない。ただし、多くの分子間相互作用は予測できないため、化学ライブラリーによってサンプリングされる化学空間が広ければ広いほど、ハイスループットスクリーニングで「ヒット」、つまり生物学的モデルで適切な相互作用を持つ化学物質が見つかる可能性が高くなり、薬物として発展する可能性がある。
創薬における化学ライブラリーの例として、キナーゼを阻害することが知られている一連の化学物質や、工業プロセスでは樹脂を重合することが知られている一連の触媒が挙げられる。

## 化学ライブラリーの作成
化学ライブラリーは通常、特定の目的のために作成され、より大きな化学ライブラリーは、同じ場所に保存されている小さなライブラリーのいくつかのグループから作られる。例えば、創薬プロセスでは、ハイスループットスクリーニングで疾患モデルを試験するために、広範囲の有機化学物質が必要とされる。したがって、創薬で化学ライブラリーを作成するために必要な化学合成のほとんどは、有機化学に基づいている。癌(がん)におけるキナーゼ阻害剤のスクリーニングに関心のある企業は、使用する化学ライブラリーと合成を、ATP結合部位またはアロステリック部位に親和性があることが知られている種類の化学物質のみに限定する場合がある。ただし、一般的に、ほとんどの化学ライブラリーは、有機化学者が同じ分子足場や分子骨格上に多くのバリエーションを加えることができるような、多様な有機化学物質の大規模なグループに焦点を当てている。時には、化学物質を外部ベンダーから購入し、内部の化学ライブラリーに組み込むこともある。それらの範囲や設計に応じて、化学ライブラリーは、多様な指向性、薬物らしさ、リードらしさ、ペプチド模倣性、天然物らしさ、キナーゼ、GPCR、プロテアーゼ、PPIなどの生物学的標的の特定のファミリーに対する標的などに分類することができる。化合物ライブラリーの中でも、フラグメントベース創薬 (FBDD) に主に使用されるフラグメント化合物ライブラリーに注釈を付ける必要がある。
化合物ライブラリーは標的に活性を示す化合物が含まれていることが重要であり、化合物空間が広ければよいということでも、ドラッグライクライブラリーやフォーカスドラブラリーのように標的に合わせて絞り込んでおけばよいということでもない。スクリーニングの結果、シードすらヒットしないことも多く、医薬品開発費の増大を招いた要因の一つである。

## 化学ライブラリーの設計と最適化
化学ライブラリーは通常、化学者やケモインフォマティクス(化学情報)科学者によって設計され、有機化学や医薬品化学によって合成される。化学ライブラリーの作成方法は、通常、プロジェクトによって異なり、合理的な方法を用いてスクリーニング化合物を選択する際に考慮すべき多くの要因がある。一般的には、特定の薬物標的または疾患モデルに対してさまざまな化学物質がスクリーニングされ、予備的な「ヒット」、つまり目的の活性を示す化学物質が再スクリーニングされて、それらの活性が検証される。それらが再現性と活性に基づいて「ヒット」と認定されると、これらの特定の化学物質が登録され、分析される。異なる化学基間の共通性は、特定の化学部分空間を反映していることが多いために調査される。部分空間の活性部分の化学ライブラリーをさらに最適化するために、追加の化学的作業が必要な場合がある。必要に応じて、特定の部分空間の化学ライブラリーを拡張するために、元のヒットに非常に類似した化合物をより多く生成することにより、より多くの合成が実行される。この狭い範囲内の化合物の新たな選択は、さらにスクリーニングされ、「リードジェネレーション」プロセスでさらに検証するために、より洗練されたモデルに引き継がれる。

## 保管と管理
考えられるすべての有機化学物質の「化学空間」は大きく、分子の大きさとともに指数関数的に増加する。ほとんどの化学ライブラリーは、主に保管とコストの懸念から、通常、完全に表現された化学空間を持っていない。
化学合成には多大な費用と労力がかかるため、化学物質を正しく保存し、後の使用のために保管して、早期劣化を防ぐ必要がある。各化学物質には、特定の保存期間と保存要件があり、適切なサイズの化学ライブラリーでは、ライブラリー化学物質を定期的に廃棄および交換するためのスケジュールがある。化学物質の中には、かなり不安定なもの、放射性のもの、揮発性のもの、可燃性のものがあり、米国労働安全衛生庁(OSHA) などの安全基準に従って慎重な条件下で保管しなければならないものもある。
ほとんどの化学ライブラリーは、バーコードやリレーショナルデータベースなどの情報技術で管理されている。さらに、大規模な化学ライブラリーでは、化合物を取り出すためにロボットが必要とされている。
化学ライブラリーの個々のエントリは数百万の化合物にも及ぶため、中程度の規模の化学ライブラリーでさえ、その管理にはフルタイムの努力が必要である。化合物管理は、このような化学ライブラリーを管理および維持し、その管理における安全性と有効性を最大化することを目的とした分野の一つである。

## 推薦文献
- Ian Yates. Compound Management comes of age. Drug Discovery World Spring 2003 p35-43
- Archer JR. History, evolution, and trends in compound management for high-throughput screening. Assay Drug Dev Technol. 2004 Dec;2(6):675-81
- Casey R. Designing Chemical Compound Libraries for Drug Discovery. Business Intelligence Network December 1, 2005.
- GLARE - A free open source software for combinatorial library design.
- Some examples of Chemical libraries for Drug Discovery